# Franz Vollrath Buttstedt
Franz Vollrath Buttstedt (* 2. April 1735 in Erfurt; † 7. Mai 1814 in Rothenburg ob der Tauber) war Komponist und Organist in Weikersheim und in Rothenburg ob der Tauber; hier hatte er den Posten eines „Director Musici“ inne. Neben zahlreichen Orgelpräludien komponierte er geistliche Vokalmusik für die Feste des Kirchenjahres, und dies nicht nur für einen, sondern für mehrere Jahreszyklen. Auch Solokonzerte, Sinfonien und Kammermusik gehören zu seinem größtenteils verschollenen umfangreichen Repertoire. Zwischen 1768 und 1774 entstand sein Choralbuch. Ihm ist der zweite Teil der Melodie des Liedes „Wer weiß, wie nahe mir mein Ende“ (Evangelisches Gesangbuch 530) entnommen. Eine von Buttstedt zu dem Text Was sorgst du ängstlich für dein Leben komponierte Melodie, auf die später Der du das Los von meinen Tagen gesungen wurde, war die erste Melodie des Adventsliedes Dein König kommt in niedern Hüllen.

## Ausgaben
- 6 Kantaten, herausgegeben von Barbara Kraus, Hamburg 2002
- Clavierwerke, herausgegeben von Barbara Kraus, Hamburg 2003
- Motetten, herausgegeben von Barbara Kraus, Hamburg 2004